# Iván Endara
 Iván Endara  (nacido en Ibarra el 4 de marzo de 1988) es un extenista profesional de Ecuador.

## Carrera
Su mejor ranking individual es el Nº 367 alcanzado el 20 de julio de 2015, mientras que en dobles logró la posición 387 el 5 de octubre de 2009.
No ha logrado hasta el momento títulos de la categoría ATP ni de la ATP Challenger Tour, aunque sí ha obtenido varios títulos Futures tanto en individuales como en dobles.

### Copa Davis
Formó parte del Equipo de Copa Davis de Ecuador desde el 2008 hasta el 2018. Llegó a participar en el Grupo Mundial de 2010, en donde jugó el quinto partido ante el croata Ivan Dodig, cayendo por 6-1,6-3. Su último partido con el equipo fue en febrero de 2018, cuando enfrentó a Nicolás Jarry de Chile en el partido del Grupo I de la zona americana. Tiene en esta competición un récord total de partidos ganados/perdidos de 4/7 (3/6 en individuales y 1/1 en dobles).

## ITF Futures

### Títulos Individuales (3)
| Leyenda            |
| Torneos ITF (3-11) |

| Resultado | N.º | Fecha                   | Torneo                         | Superficie | Oponente                 | Marcador           |
| --------- | --- | ----------------------- | ------------------------------ | ---------- | ------------------------ | ------------------ |
| Perdida   | 1.  | 30 de julio de 2007     | Lima, Perú                     | Arcilla    | Alejandro Kon            | 7–5, 2–6, 2–6      |
| Ganada    | 2.  | 11 de agosto de 2008    | Quito, Ecuador                 | Dura       | Mauricio Echazú          | 7–6(7–3), 6–3      |
| Perdida   | 3.  | 6 de octubre de2008     | Ibarra, Ecuador                | Arcilla    | Damiano Di Ienno         | 6–1, 6–7(5–7), 4–6 |
| Perdida   | 4.  | 10 de agosto de 2009    | Guayaquil, Ecuador             | Arcilla    | Julio César Campozano    | 1–6, 6–4, 2–6      |
| Perdida   | 5.  | 30 de noviembre de 2009 | Arequipa, Perú                 | Arcilla    | Andre Begemann           | 7–6(7–4), 2–6, 2–6 |
| Perdida   | 6.  | 25 de enero de 2010     | Ciudad de Guatemala, Guatemala | Dura       | Marius Copil             | 6–7(5–7), 6–7(3–7) |
| Perdida   | 7.  | 7 de junio de 2010      | Maracaibo, Venezuela           | Dura       | Robert Farah             | 4–6, 2–6           |
| Perdida   | 8.  | 11 de octubre de 2010   | Caracas, Venezuela             | Dura       | Greg Ouellette           | 3–6, 1–6           |
| Perdida   | 9.  | 12 de diciembre de 2010 | Guerrero, México               | Arcilla    | Rainer Eitzinger         | 2–6, 3–6           |
| Perdida   | 10. | 8 de agosto de 2011     | Guayaquil, Ecuador             | Arcilla    | Marcel Felder            | 6–4, 5–7, 1–6      |
| Perdida   | 11. | 6 de mayo de 2011       | Maracay, Venezuela             | Dura       | José Hernández-Fernández | 3–6, 3–6           |
| Ganada    | 12. | 13 de mayo de 2011      | Maracaibo, Venezuela           | Dura       | David Souto              | 7–6(7–4), 4–6, 6–4 |
| Perdida   | 13. | 11 de agosto de 2014    | Guayaquil, Ecuador             | Dura       | Gonzalo Escobar          | 3–6, 5–7           |
| Ganada    | 14. | 11 de mayo de 2015      | Ciudad de México, México       | Dura       | Stefan Kozlov            | 6–1, 7–6(7–3)      |